# Tristan en Isolde (legende)

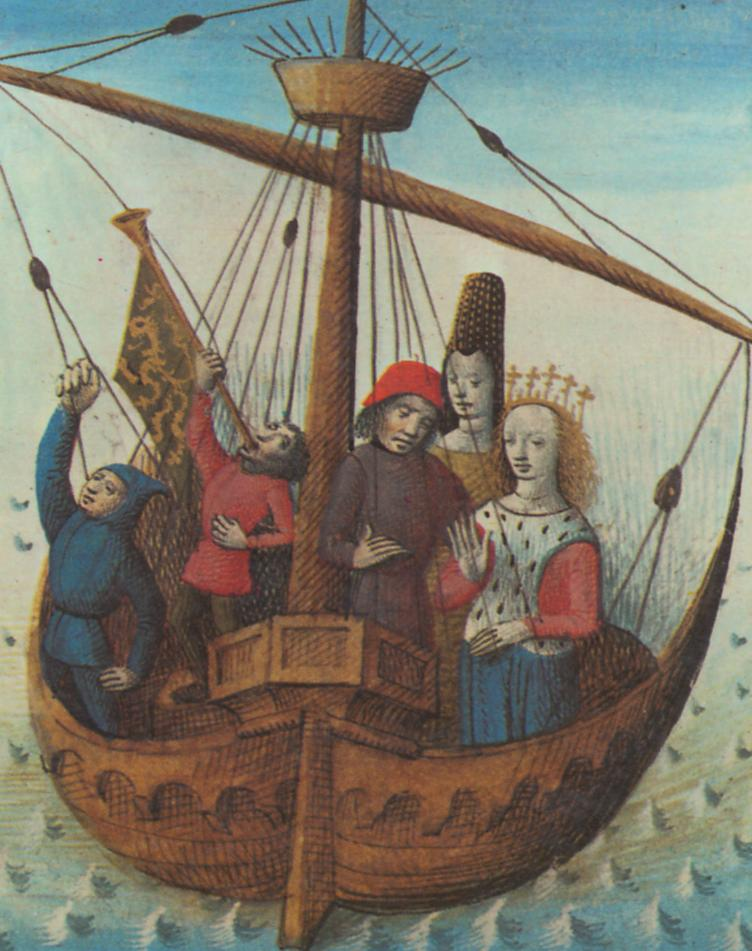
Tristan en Isolde op weg naar Cornwall, uit een manuscript van Jean du Mas, seigneur de l'Isle, 15e eeuw, Musée Condé Ms. 645-647, f.234 recto

Tristan en Isolde (Cornisch:Tristan ac Yseult) is een middeleeuwse sage waarvan de oorsprong waarschijnlijk teruggaat tot de 7e of 8e eeuw. Het verhaal werd in de hoofse romans van de middeleeuwen ettelijke malen herschreven en verspreidde zich over het gehele toenmalige Europa. De namen van de helden van het verhaal kunnen per variant verschillen. Voor Tristan kan men onder meer Tristram, Tristran en Tristrem terugvinden terwijl Isolde ook wordt geschreven als Eselt, Iseut, Iseult, Yseult, Isolt, Ysolt, Ysonde en Ysolde, en geen van beide lijsten is volledig.

## Oorsprong

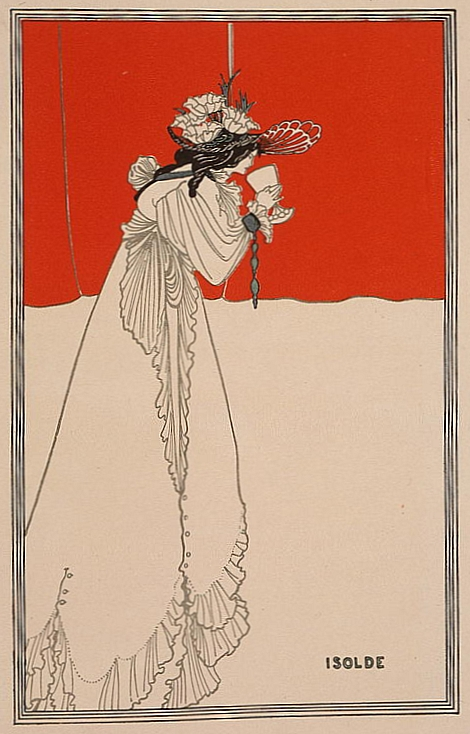
Isolde, door Aubrey Beardsley (1899)

De kern van het verhaal gaat over een heerser of een koning en zijn kampioen of bijzonderste krijgsman. Voor zijn volk is deze heerser de behoeder van structuur en orde door hun vijanden te verslaan en veiligheid en zekerheid te brengen. Hij wordt daarbij terzijde gestaan door zijn kampioen, zijn vazal, zijn bijzonderste krijgsman. Er wordt van hem ook verwacht dat hij voor stabiliteit in de toekomst, dus voor opvolging zorgt waarbij de vrouw in het verhaal komt. De band tussen de heerser en de kampioen is trouw en eer, de band met de vrouw is seks. In de relatie tussen koning en krijgsman introduceert de vrouw mysterieuze krachten die niet gecontroleerd worden door de wetten van politiek en oorlogsvoering. Door haar krachten vernietigt zij de band tussen de krijgers en brengt verderf.
Over de oorsprong van het verhaal zijn er verschillende theorieën en de geleerden zijn het niet met elkaar eens. Sommigen denken dat dit verhaal zou zijn afgeleid uit Keltische (Ierse, Welshe, Pictische en Britse) verhalen. Men verwijst hiervoor onder andere naar de Tristan steen, een granieten menhir bij Fowey in Cornwall die een inscriptie draagt uit het midden van de 6e eeuw die luidt: DRVSTANVS HIC IACIT CVNOWORI FILIVS (‘Drustan ligt hier, de zoon van Cunomorus’). Een derde regel, die nu ontbreekt, zou volgens de 16e-eeuwse geschiedkundige John Leland als volgt geluid hebben: CVM DOMINA OUSILLA (‘met de dame Ousilla’). Ousilla is de Latijnse vorm van Eselt of Isolde. Er zouden ook aanwijzingen zijn dat een koning Mark (Merchiaun) in Cornwall regeerde in de zesde eeuw zoals blijkt uit de vita van de heilige Iltud.
Een mogelijke Ierse oorsprong wordt ook zeer vaak geopperd. Een dramatisch aflopende triantán an grá of driehoeksverhouding kan men in diverse vroege Ierse werken terugvinden, onder meer in Tóraigheacht Dhiarmada agus Ghráinne waarin prinses Gráinne wegvlucht met de jonge ridder Diarmuid van het huwelijksfeest waar ze moest trouwen met de oude Fionn mac Cumhaill. Ook het Ierse Scéla Cano meic Gartnáin, opgetekend in de 14e eeuw, maar waarschijnlijk veel ouder, brengt het verhaal van een driehoeksverhouding tussen de oude koning Marcan, zijn jonge vrouw Credd en de jonge verbannen koning van Schotland Cano die aan het hof van Marcan verblijft.
Verschillende onderzoekers zijn van mening dat het Perzische verhaal Vis u Ramin uit de 11e eeuw aan de basis zou liggen van de Tristan-legende. Het verhaal zou dan in het westen terechtgekomen zijn via terugkerende kruisvaarders en via minstrelen die toegang hadden tot de Saraceense kampen in het Heilige Land. Maar ook deze hypothese wordt verre van algemeen aanvaard, een meerderheid van onderzoekers opteert voor een Keltische oorsprong.

## Bewaarde werken

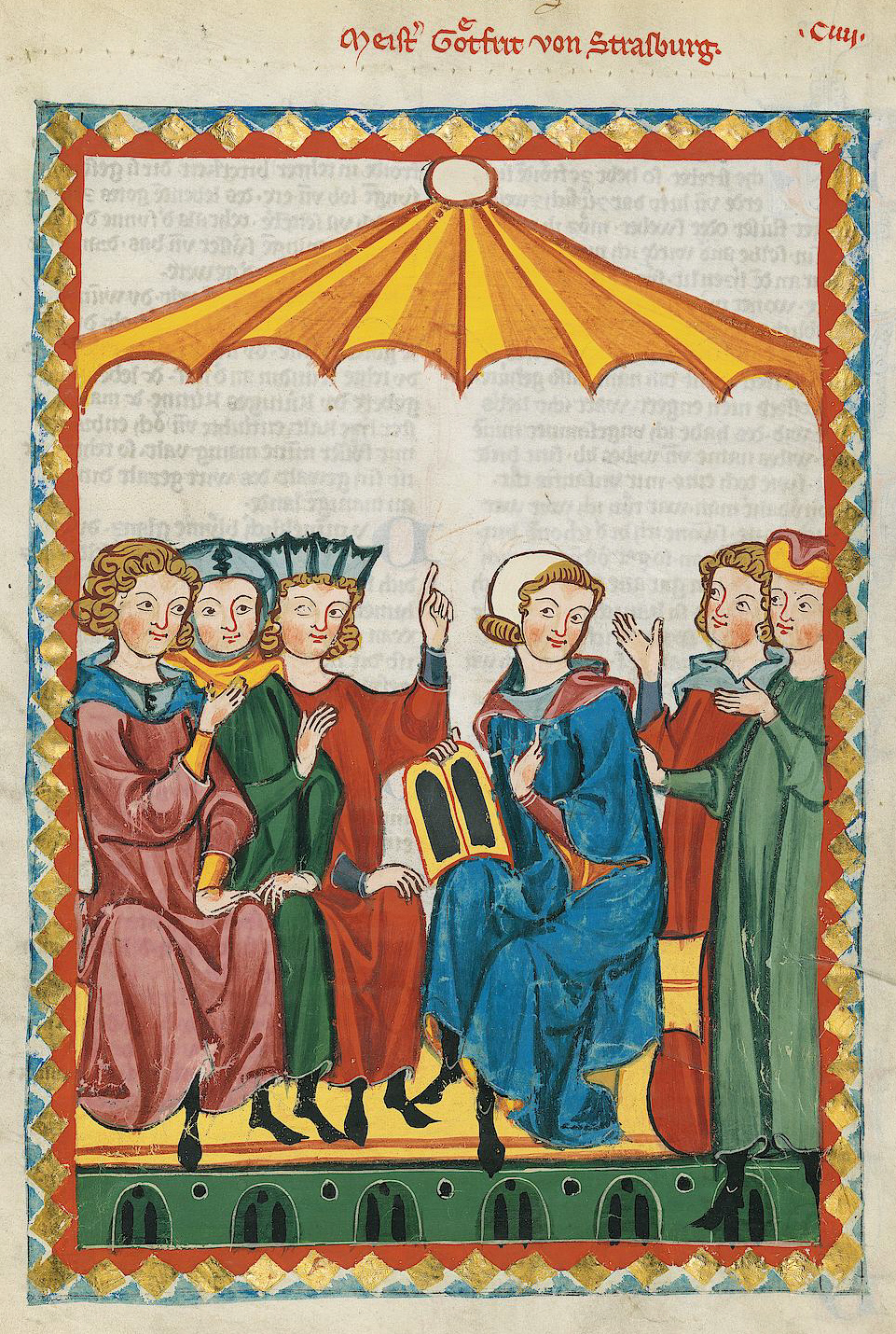
Gottfried von Straßburg (in het blauwe gewaad) leest voor uit zijn Tristan (Codex Manesse, 14e eeuw)

Het werk wordt waarschijnlijk al in het midden van de 12e eeuw op schrift gesteld door Chrétien de Troyes (ca. 1135/1140-1190), dat schreef hij tenminste zelf in zijn Cligès, maar zijn Tristan is verloren gegaan en het eerste bewaarde werk werd tussen 1160 en 1165 geschreven in het Anglo-Normandisch door Thomas van Brittannië, waarschijnlijk voor Eleonora van Aquitanië. Van dit werk zijn tien fragmenten teruggevonden waarvan er vandaag slechts acht overblijven die zich in vijf verschillende handschriften bevinden. In totaal kennen we van dit werk ongeveer 3.300 verzen, vooral van het laatste deel van het verhaal (Het huwelijk van Tristan met Isolde met de blanke handen) en dat zou overeenstemmen met ongeveer een zesde van het originele werk. De volledige inhoud van het verhaal van Thomas kent men uit een vertaling in Oudnoors proza (Saga af Tristram ok Ísond) door een zekere Broeder Robert omstreeks 1226 gemaakt voor koning Hákon Hákonarson, koning van Noorwegen tussen 1216 en 1263.
Een tweede Anglo-Normandische versie van het verhaal is die van Béroul van omstreeks 1180, waarvan ongeveer 4.500 verzen bewaard zijn gebleven in één handschrift. Deze fragmenten behandelen het middendeel van het verhaal, de heimelijke liefde van Tristan en Isolde aan het hof van koning Mark. In het Duits zijn de eerste werken van de hand van Eilhart von Oberge (1170-1190) en Gottfried von Straßburg (1200-1220), wiens werk ook gebaseerd is op de versie van Thomas van Brittannië. Gottfried stierf voor hij het kon afmaken en het werd omstreeks 1240 afgewerkt door Ulrich von Türheim. Het vervolg van Ulrich werd 50 jaar later herschreven door Heinrich von Freiberg. De Tristrant van Eilhart von Oberge daarentegen is volledig bewaard gebleven en daarmee de vroegste volledige Tristan en Isolde roman die is teruggevonden. Zijn versie is sterk vergelijkbaar met wat is overgebleven van de versie van Béroul.
In deze eerste versies van het verhaal is er geen verband met de verhalen rond koning Arthur. Deze connectie werd pas gemaakt in de zogenaamde Tristan in Proza die tussen 1230 en 1235 ontstaat.
Er wordt dikwijls een onderscheid gemaakt tussen een hoofse en een volkse (version commune) versie van het verhaal. De hoofse versie van Thomas en Gottfried zou dan bedoeld geweest zijn voor hofkringen, de andere versie, van Béroult en Eilhart, voor het gewone volk. Buiten het feit dat het gewone volk in die tijd niet kon lezen blijkt de hoofse versie bij vergelijking niet kunstiger of verfijnder te zijn dan de volkse versie. Het belangrijkste onderscheid is dat de hoofse versie meer aandacht besteedt aan de emoties van de geliefden terwijl de andere versie meer door feiten gedreven wordt.
Eind 12e eeuw behandelt Marie de France dit verhaal ook in haar Lai du Chèvrefeuille (of 'Chevrefoil').
Er is tot op heden geen middeleeuwse Nederlandse versie van het verhaal bekend buiten enkele resten (158 deels beschadigde verzen) van een Nederfrankische, mogelijk Gelderse bewerking van een Oudfranse versie.

## Inhoud
Deze samenvatting van de inhoud is gebaseerd op de versie van Gottfried van Strassburg.

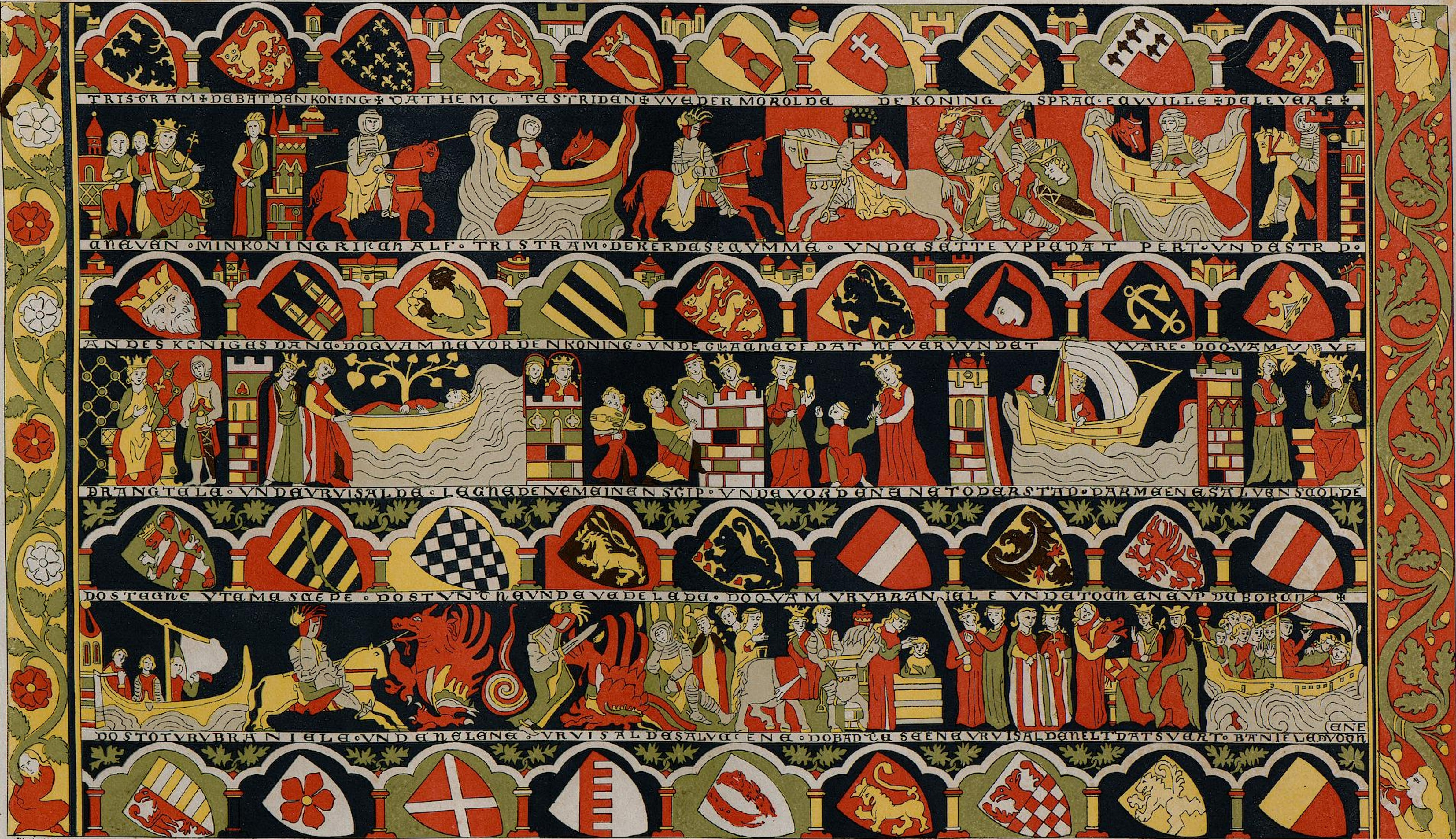
Tristantapijt 1849-1862 uit de abdij van Wienhausen in Duitsland met het verhaal van Tristan tot de bruidsvaart.

### Afkomst
Het verhaal begint met de geschiedenis van Rivalin (ook Riwalin of Canelengres genoemd) van het land van Parmenie die zijn leenheer Morgan aanvalt en tot het aanvaarden van een vrede dwingt. Daarop trekt Rivalin naar het hof van koning Mark (Marke) van Cornwall (Curnewal), beroemd om zijn wijsheid, om daar het hofleven te leren kennen. Tijdens een toernooi dat Mark organiseert, en dat wordt bijgewoond door Blanchefleur (Blanscheflur), de jongste zus van de koning, worden de jongelui verliefd op elkaar.
Tijdens een gevecht raakt hij gewond en Blanchefleur die dacht dat zijn laatste uur geslagen had sluipt zijn kamer binnen, en het is daar dat Tristan verwekt wordt. Een tijd later moet Rivalin terugkeren naar zijn eigen land, Parmenie, waar een leger van hertog Morgan is binnengevallen. De zwangere Blanchefleur, bevreesd voor de schande, gaat stiekem met hem mee. Aangekomen in Parmenie trouwt Rivalin met Blanchefleur. Dan trekt hij op tegen Morgan, maar sneuvelt tijdens de veldslag en Blanchefleur bevalt van Tristan maar sterft daarbij.

### Jeugd
Rual li foitenant, de maarschalk en vertrouweling van Rivalin, en zijn vrouw Floraete voeden Tristan op als hun eigen zoon en ze vertellen aan niemand de ware afkomst van Tristan uit vrees voor Rivalin’s vijanden. Tristan groeit op tot een jonge ridder die verscheidene talen spreekt, een goed jager is, behendig is in het paardrijden en de krijgskunsten en die wondermooi op de harp en allerlei andere instrumenten kan spelen.
Op een dag komen Noorse handelaars aanleggen in de haven van Conoel bij het kasteel waar Rual verbleef. Tristan gaat naar het strand met zijn stiefbroers om valken te kopen, maar blijft met de Noren praten over een wondermooi schaakspel dat hij op de boot gezien had en hij wordt uitgenodigd voor een partij schaak. Rual en zijn stiefbroers besluiten hem rustig verder te laten spelen; alleen zijn toegewijde leermeester Curvenal blijft bij hem. De Noren, die verwonderd waren over de talenkennis en de zangtalenten van Tristan, besluiten om hem te ontvoeren en vertrekken met het schip terwijl Tristan en Curvenal geboeid opgaan in het schaakspel. Als ze zich realiseren wat er gebeurt, is het al te laat. Curvenal wordt in een klein bootje overboord gezet en slaagt erin terug het land te bereiken om het droeve nieuws te melden. Maar Gods wraak laat niet lang op zich wachten en er steekt een verschrikkelijke storm op. De storm duurt acht dagen en brengt hen voor de kust van Cornwall waar ze Tristan op het strand achterlaten.

### Aan het hof van Mark

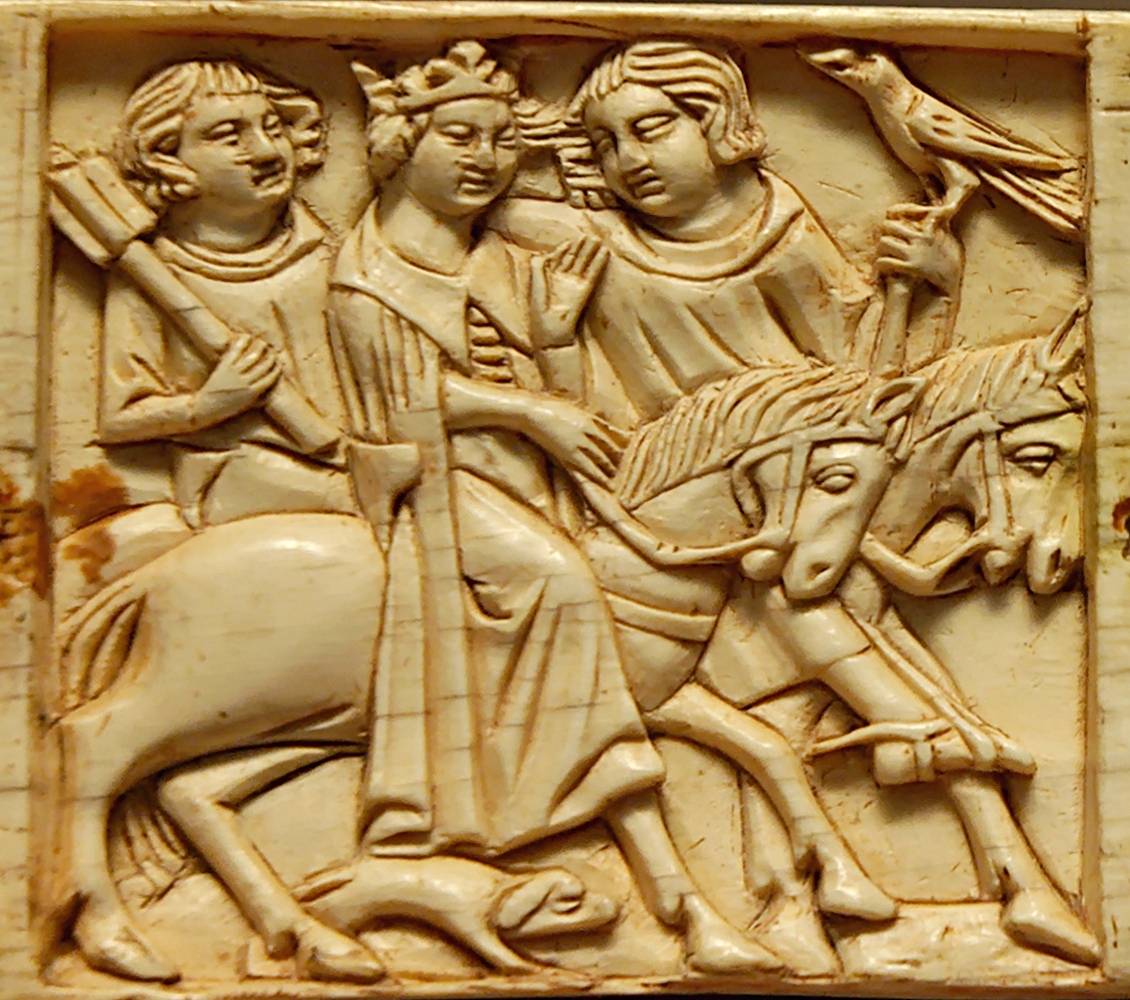
Tristan en Isolde op de valkenjacht, ivoorsnijwerk 1340-1350, Parijs, Louvre.

Tristan ontmoet twee oudere pelgrims aan wie hij een verhaal opdist dat hij verloren is geraakt tijdens een jachtpartij. Als ze een poos daarna inderdaad de jagers van Koning Mark tegenkomen, sluit Tristan zich bij hen aan. Hij toont de jachtmeester zijn jachtervaring door het gedode hert te villen en te verdelen op de wijze waarop het in Parmenie gebeurde.
De mannen van de jachtpartij staan stomverbaasd van zijn kunnen en kennis en nemen hem mee naar het slot van koning Mark, Tintajel (Tintagel). Hij vertelt aan de mannen dat hij de zoon van een koopman is, maar koning Mark gelooft dat niet vanwege zijn hoofse manieren en opvoeding en benoemt hem tot jachtmeester.
Bij een volgende gelegenheid, als een minstreel aan het hof komt spelen, neemt Tristan de harp van hem over en brengt een aantal lais ten gehore, zo prachtig dat het ganse hof versteld staat van zijn kunnen.
Rual had ondertussen overal naar zijn verdwenen stiefzoon gezocht, zonder succes. Op een mooie dag ontmoet hij in Denemarken de twee pelgrims die Tristan ontmoet hadden en zij vertellen hem hun verhaal. Rual trekt dan naar Cornwall en maakt na een ontmoeting met Tristan zijn opwachting in Tintagel. Daar vertelt Rual het verhaal van de wederwaardigheden van Tristan, zijn afkomst, zijn jeugd en de ontvoering door de Noren. Tristan wordt dan ridder geslagen en keert voor een korte periode terug naar zijn land om zijn erfgoed in bezit te nemen en zijn echte vader te wreken door hertog Morgan te doden. Hij schenkt dan zijn erfgoed Parmenie aan Rual en keert met Curvenal terug naar het hof van Mark.

### Morold
Koning Gurmun van Ierland had Morold, de broer van de Koningin Isolde naar Cornwall gestuurd om de jaarlijkse cijns op te eisen die Cornwall en Engeland aan Ierland verschuldigd waren. Het eerste jaar was dit honderd mark in brons, het tweede jaar in zilver en het derde jaar in goud, maar het vierde jaar moesten de barons en edelen dertig van hun zoons meegeven als brandschatting. Een weigering zou tot oorlog leiden en het enige alternatief was een tweegevecht tussen Morold en een kampioen van koning Mark, maar geen enkele van zijn ridders waagde zich daaraan.
Als Tristan aankomt aan het hof is het net op het moment dat de loting van de slachtoffers die mee moeten met Morold werd uitgevoerd in de aanwezigheid van Mark en Morold. Na een donderpreek voor de laffe edelen stelt Tristan zich kandidaat om Morold te bestrijden.
Het duel vindt plaats op een klein eiland voor de kust van Cornwall. Als Tristan aan de dij gewond wordt door het zwaard van Morold spot deze met Tristan dat hij een vogel voor de kat is want dat het zwaard vergiftigd is en dat alleen de koningin van Ierland het tegengif kent. Als hij opgeeft zal Morold hem meenemen om hem te laten genezen. Tristan weigert en splijt Morolds hoofd. Een splinter van Tristans zwaard blijft in de wond zitten. De Ieren zeilen terug met het hoofd van Morold als cijns en Tristan die steeds zieker wordt laat zich naar Develin aan de Ierse kust varen en daar op een boot zonder zeil en zonder roeispanen zetten met zijn harp om op die manier aan te spoelen op het Ierse strand.

### Tantris
Zijn harpspel lokt een aantal mensen naar de boot. Tristan vertelt hen dat hij een minstreel is wiens schip werd aangevallen door piraten en dat zijn naam Tantris is. Het verhaal van de wonderbare speelman doet snel de ronde van de stad en hij krijgt bezoek van de leraar van de koningin die zelf het harpspel kent en de grote kunst van Tantris naar waarde kan schatten. Als hij zijn verhaal vertelt aan de koningin laat die Tantris naar het kasteel brengen voor verzorging. Hij wordt door de koningin genezen en wordt aangesteld als leraar van de jonge prinses Isolde. Onder het valse voorwendsel dat hij terug wil naar zijn vrouw die wanhopig moet zijn krijgt hij van de koningin de toestemming om het hof te verlaten.
Terug aan het hof van Mark vertelt hij zijn verhaal en zingt de lof van de mooie Isolde. De edelen die jaloers zijn op zijn succes willen koning Mark ertoe bewegen te trouwen en een wettige erfgenaam te verwekken om op die manier Tristan aan de kant te zetten. In sommige versies (Thomas, Gottfried) proberen de edelen Mark te overhalen om Tristan naar Ierland te zenden om de hand van Isolde te vragen voor Mark, hopend dat hij vermoord zal worden, in andere versies (Béroult, Eilhart) komt een zwaluw met een gouden haar in de bek het kasteel binnen gevlogen en beslist Mark dat hij enkel zal trouwen met de vrouw aan wie die haar toebehoort, Tristan herkent de haar dan als zijnde van Isolde. In beide verhalen trekt Tristan opnieuw naar Ierland om Isolde te winnen voor koning Mark.
Als hij in Ierland aankomt, geeft hij zich uit voor een Normandische handelaar, want de Ieren hadden opdracht iedereen die van Cornwall kwam te vermoorden. Ierland werd ondertussen geteisterd door een draak die het land en de steden verwoestte en de koning had plechtig beloofd dat degene die de draak zou doden, de hand van zijn dochter Isolde en de helft van zijn rijk zou krijgen. Tristan was van dit verhaal op de hoogte en trekt eropuit om de draak te bevechten. Na een zwaar gevecht kan Tristan de draak doden en snijdt de tong uit zijn muil als bewijs. Hij verbergt de tong onder zijn kleding zonder te weten dat die giftig is en verbergt zich in de wildernis aan een vijver om ’s avonds naar het schip terug te keren.
De seneschalk van de koningin die op de vlucht was voor de draak was bij het horen van het doodsgebrul van de draak voorzichtig op zijn passen teruggekeerd en vond het dode monster. Hij bewerkt het kadaver met zijn speer en zijn zwaard en keert dan terug naar Weisefort om hulp te halen om het hoofd van de draak te laten ophalen als bewijs van zijn aanspraak op de beloning: Isolde. Isolde en haar moeder, die de seneschalk kennen als een lafaard gaan op zoek naar de echte drakendoder en vinden de bewusteloze Tristan en herkennen Tantris die ze eerder verzorgd hebben. De koningin geeft hem een tegengif, Tristan komt terug tot bewustzijn en ze brengen hem in het geheim naar het kasteel. De seneschalk die ondertussen aanspraak maakt op zijn beloning wordt tegengesproken door de koningin en haar dochter en er zal een tweegevecht plaatsvinden binnen drie dagen om te beslissen wie de waarheid sprak. Tantris zal optreden als de kampioen van Isolde.
Prinses Isolde die verliefd is op Tantris bekijkt zijn wapenrusting terwijl hij een bad neemt en ontdekt tot haar ontzetting dat de splinter uit het hoofd van Morold perfect past in het zwaard van de man die zich Tantris noemt maar dus eigenlijk Tristan is, de vijand die haar oom versloeg. Ze wil hem doden maar moet hem sparen omwille van het nakende godsoordeel. Als Tristan de ware reden van zijn missie onthult, wordt er vrede gesloten en wordt ook de koning op de hoogte gebracht die op zijn beurt vrede sluit met Tristan en met Cornwall en Engeland.
Op de raad die de koning daarna houdt om de eis van de seneschalk te beantwoorden en recht te spreken wordt Tristan binnengebracht die het verhaal van de seneschalk ontkent en met de tong van de draak bewijst dat hij de drakendoder is. De seneschalk wordt van het hof verjaagd.

### Terugkeer met Isolde

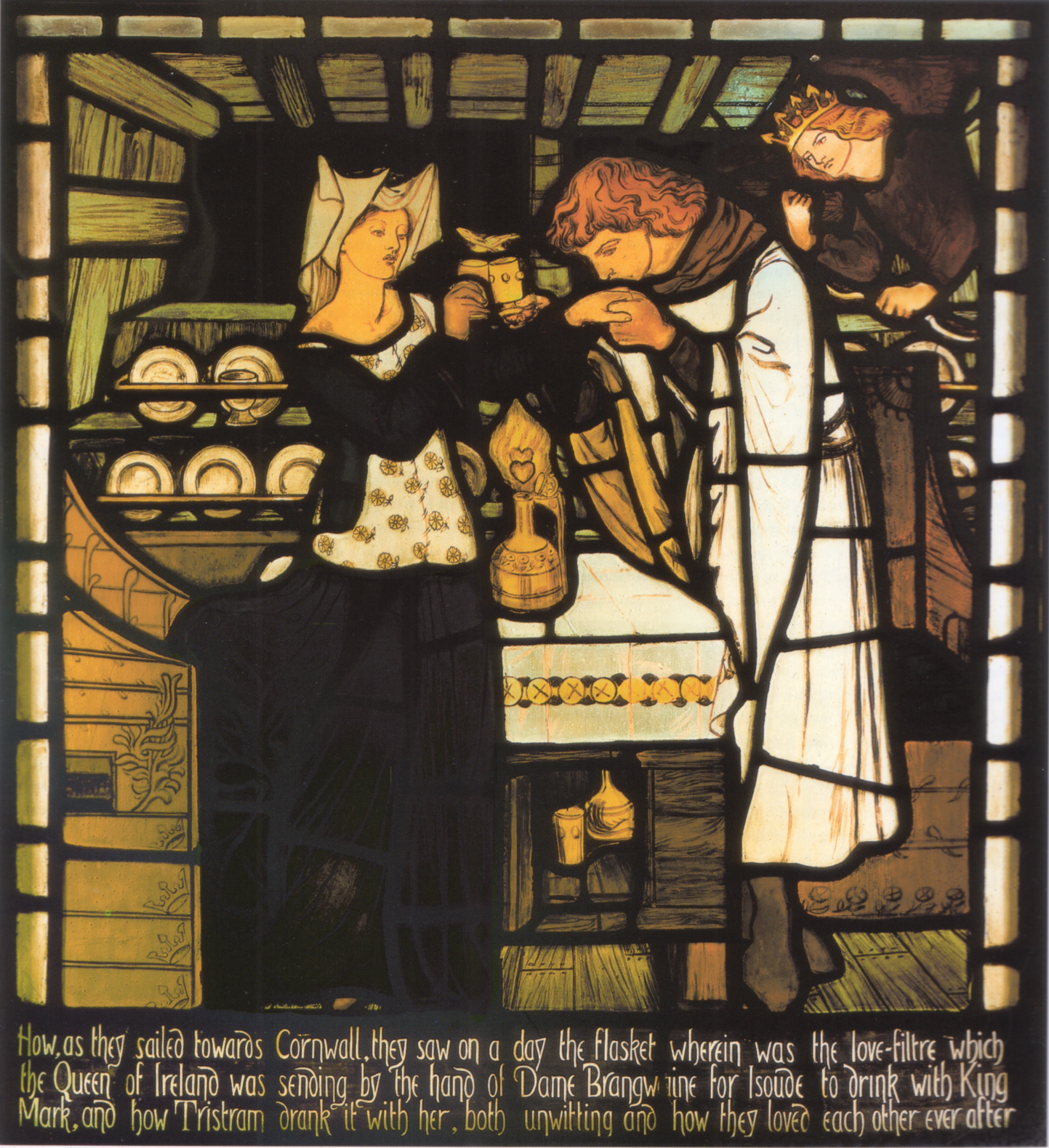
Tristan en Isolde drinken van de liefdesdrank, Dante Gabriel Rossetti, 1862–1863

Tristan reist met Isolde en haar hofdame en nicht Brangaene (Bragnae) terug naar Cornwall. De koningin Isolde heeft aan Brangaene een magische liefdesdrank meegegeven die ze aan Mark en Isolde moet opdienen op de eerste huwelijksnacht. De drank moet ervoor zorgen dat het paar dat hem samen drinkt hartstochtelijk van elkaar gaat houden, volgens de ene versie voor drie jaar (Béroul, Eilhart) volgens de andere levenslang (Thomas, Gottfried). Ze drukt Brangaene op het hart hier met niemand over te spreken en de drank verborgen te houden.
Tristan gaat regelmatig op bezoek bij Isolde om haar te troosten, maar zij wijst hem telkens af. Onderweg legt Tristan aan in een haven om de dames te laten bijkomen van de zeereis en zeeziekte. Hij gaat weer op beleefdheidsbezoek bij Isolde en laat wijn serveren. Een van de dienstmeisjes ontdekt de liefdesdrank, denkt dat het wijn is en serveert het aan Tristan en Isolde die er samen van drinken. Op dat moment komt Brangaene binnen die zich onmiddellijk realiseert welk drama hier gebeurd is. Tristan en Isolde verzetten zich eerst nog tegen de passie die in hen opkomt maar tevergeefs; de toverdrank bezegelt hun lot.
Als ze bij Cornwall aankomen, dringt het tot hen door dat ze een levensgroot probleem hebben. Het eerste probleem is de maagdelijkheid van Isolde die zou moeten blijken op haar eerste huwelijksnacht met Mark. Na lang aandringen, stemt Brangaene in om hiervoor de plaats van Isolde in te nemen. Ze maakt van de gelegenheid gebruik om Tristan en Isolde het verhaal van de liefdesdrank op te biechten. De bruiloft van Mark en Isolde wordt gevierd en de verwisseling op de huwelijksnacht loopt goed af.
Een poosje daarna krijgt Isolde angst dat Brangaene haar geheim zal verraden en stuurt twee boswachters met Brangaene het woud in om haar te doden. Die krijgen dat echter niet over hun hart en ondervragen Brangaene over wat ze de koningin misdaan heeft om zo behandeld te worden. Als ze dit verhaal, waarin Brangaene Isolde verontschuldigt, op hun beurt aan Isolde vertellen is die dodelijk bedroefd over haar wantrouwen en haar misdaad maar verneemt tot haar grote opluchting dat Brangaene nog in leven is en laat ze terug halen.

### Na de bruiloft

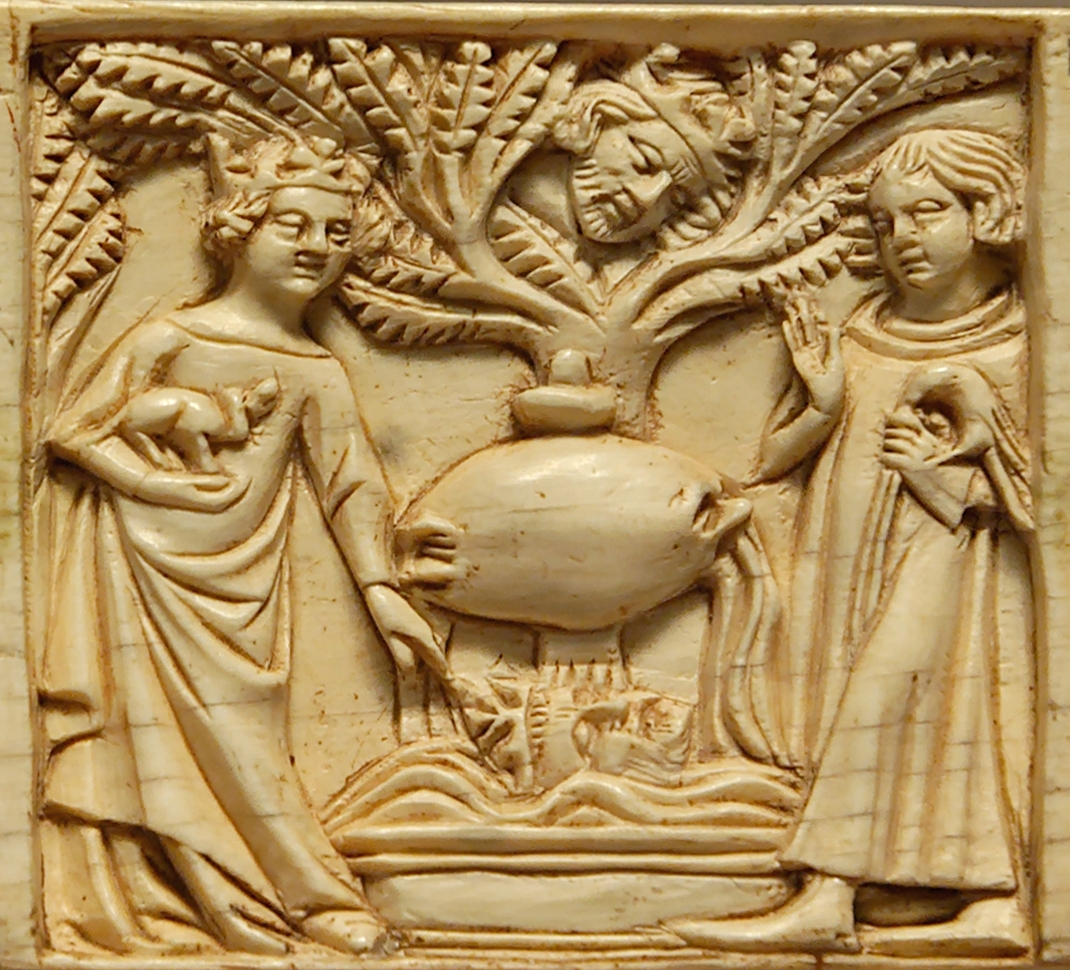
Mark bespiedt Tristan en Isolde bij de fontein, ivoorsnijwerk 140-150, Parijs, Louvre.

Het leven gaat verder, Isolde en Brangaene zijn nu werkelijk hartsvriendinnen geworden en Brangaene helpt Isolde om ontmoetingen met Tristan op te zetten. Blijkbaar merkt niemand iets verdachts wat hen op den duur roekeloos maakt.
Dan volgt het verhaal van Gandin die Isolde met een list probeert te schaken. De vertelling gaat verder met de episode waarin Marjodoc, een seneschalk van Mark en vriend van Tristan, die met hem de kamer deelt, ontdekt dat Tristan op een nacht wegsluipt naar de kamer van Isolde. Hij kan hem makkelijk volgen door een spoor in de sneeuw over de door de volle maan verlichte binnenplaats en sluipt verder tot in de kamer van Isolde waar hij duidelijk kan horen wat er aan de gang is. Omdat hij zelf heimelijk verliefd was op Isolde is zijn haat des te groter. Marjodoc vertelt aan koning Mark dat er geruchten de ronde doen over Tristan en Isolde en dat hij op zijn hoede moet zijn.
Mark wil hier geen geloof aan hechten, maar het zaad is gezaaid en moet alleen maar kiemen. Mark begint Isolde en Tristan te bespieden. Met listige vragen probeert hij Isolde op leugens of gevoelens voor Tristan te betrappen, maar dankzij de goede raad van Brangaene kan Isolde zich van verdenkingen vrijspreken en geeft Mark een koekje van eigen deeg. Het resultaat is uiteindelijk dat de koning Marjodoc voor een leugenaar houdt.
Marjodoc neemt dan de dwerg Melot in vertrouwen en vraagt hem Tristan en de koningin te bespioneren. Melot die makkelijk toegang heeft tot het vrouwenkwartier kan al snel aan de koning berichten dat Tristan en Isolde werkelijk een liefdesaffaire hebben. De koning verbiedt dan aan Tristan om aanwezig te zijn in de koninklijke kamers en contact te hebben met de dames aan het hof, zogezegd om de roddels die de ronde doen tegen te gaan. Daarna wordt een jachtpartij georganiseerd die twintig dagen zou duren. Melot die de ontmoetingen tussen Tristan en Isolde in de tuin ontdekt had, haalt koning Mark terug van de jacht en samen verschuilen ze zich in een boom bij de fontein waar Tristan en Isolde hadden afgesproken, maar die zien allebei de schaduw van Mark en Melot in het klare maanlicht. Ze voeren dan een stuk toneel op dat hen beiden vrijspreekt van alle beschuldigingen en beklagen zich over de valse hovelingen die hen verdacht gemaakt hebben bij de koning. Tristan kondigt aan dat hij van het hof gaat vertrekken. Mark is overtuigd van de onschuld van zijn vrouw en zijn neef en woedend op Melot; hij herstelt Tristan in zijn vroegere status. Tristan waarschuwt Isolde voor Melot en Marjodoc.
Maar de dwerg slaagt erin de koning te overtuigen om nog een valstrik op te zetten. Tristan mag de nacht doorbrengen in de koninklijke slaapkamer. Als Mark en Melot opstaan om naar de mis te gaan, strooit Melot bloem op de vloer. Tristan die dit gemerkt had, springt van het ene bed in het andere maar merkt niet dat een wonde van het aderlaten opengaat en dat hij begint te bloeden. Als Mark terugkeert, vindt hij het koninklijke bed en het bed van Tristan besmeurd met bloed, maar op de vloer is er geen spoor. Dat zet hem terug aan het twijfelen. In de versie van Thomas gelooft Mark dat zijn vrouw liegt, maar hij kan het niet opbrengen om haar te veroordelen. In de versie van Béroul laat Mark de minnaars aanhouden.
In de meeste verhalen wordt deze episode gevolgd door een verbanning van Tristan en Isolde van het hof, maar tijdens een jachtpartij ontdekt een jager de schuilplaats van de twee geliefden in het woud en als Mark gaat kijken ziet hij dat ze van elkaar weggekeerd slapen met een blank zwaard tussen hen beiden, wat hem weer overtuigt van hun onschuld.
Maar uiteindelijk moet Isolde een godsoordeel ondergaan. Tristan die op de hoogte was gebracht is verkleed als pelgrim aanwezig als de boot aanmeert. Hij moet Isolde aan land dragen maar struikelt op het goede moment en heeft dus Isolde in zijn armen gehad en bij haar gelegen, wat de koningin fijntjes opmerkt. In de eed die ze moet afleggen bij het godsoordeel zegt ze dat ze, behalve met haar koning, in geen enkele man zijn armen lag of naast hem lag of gemeenschap had met hem, met uitzondering van de pelgrim, maar dat hadden ze allen gezien. Het hete ijzer dat ze daarna moet vasthouden blijkt haar niet te deren. Isolde had dus het oordeel met succes doorstaan.

### Het einde

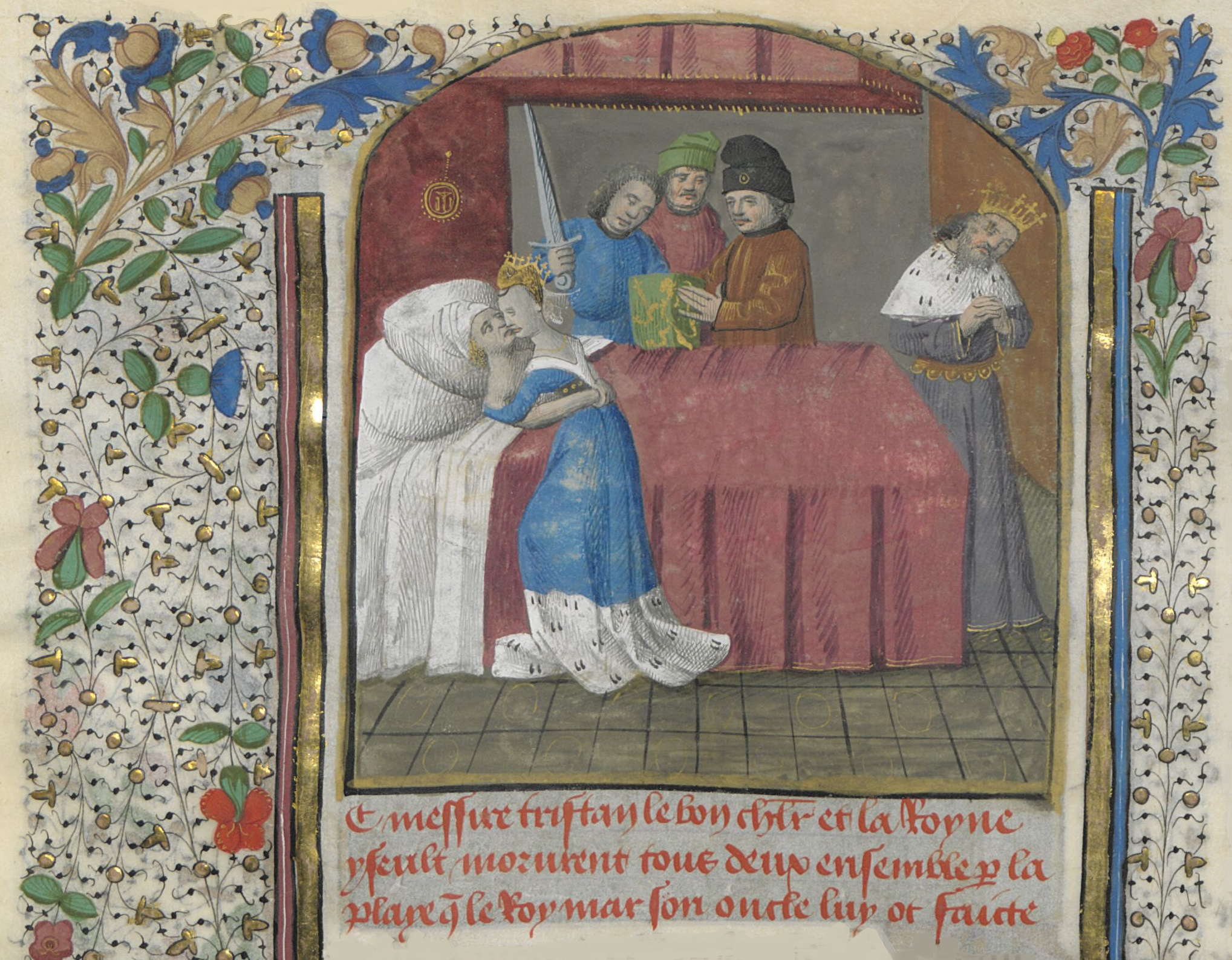
De dood van Tristan en Isolde, miniatuur uit Tristan de Léonois, Ahun, 15e eeuw.

Uiteindelijk kan Mark de minnaars betrappen die in een bed opgemaakt in de tuin in elkaars armen liggen te sluimeren. Hij gaat zijn baronnen verzamelen om hen getuigen te maken en dan de minnaars te laten veroordelen, maar Tristan wordt wakker en ziet hem nog net weggaan. Ze nemen afscheid en Tristan vlucht naar Normandië (in andere versies Bretagne). Als de koning met zijn raadsmannen terugkomt, vinden ze alleen Isolde. De raadgevers van de koning beginnen aan hem te twijfelen en geven hem de goede raad nu eindelijk met die beschuldigingen te stoppen.
Tristan stort zich in de strijd overal waar hij die kan vinden. Na een half jaar krijgt hij heimwee en trekt naar zijn land, Parmenie. Hij wordt er goed ontvangen door Ruals zoons. Vandaar trekt hij verder naar Arundel waar hij met Kaedin de zoon van hertog Jovelin, de machtige buren die de hertog aanvielen verslaat. Hij trouwt uiteindelijk met Isolde as blanschemains, maar zich verbergend achter een verhaal over een oude wonde die niet wil sluiten komt hij er niet toe het huwelijk te consumeren. Tristan keert vermomd als bedelaar nog (drie maal) terug naar Cornwall om Isolde te ontmoeten. Een tijd later raakt hij bij een gevecht in Bretagne gewond door een giftige speer. Tristan zendt Kaedin naar Cornwall om Isolde te halen, zij is de enige die hem kan genezen, maar Isolde met de witte handen heeft het gesprek afgeluisterd. Hij geeft de opdracht om bij de terugkeer witte zeilen te hijsen als Isolde aan boord is en zwarte als Isolde er niet is. Als het schip terugkeert, zegt de jaloerse Isolde met de witte handen hem dat het zwarte zeilen voert. Tristan die denkt dat Isolde hem verloochend heeft sterft. Als Isolde even later wordt binnengebracht ziet ze de dode Tristan en sterft zelf van verdriet.

## Literaire verwijzingen in het Middelnederlands

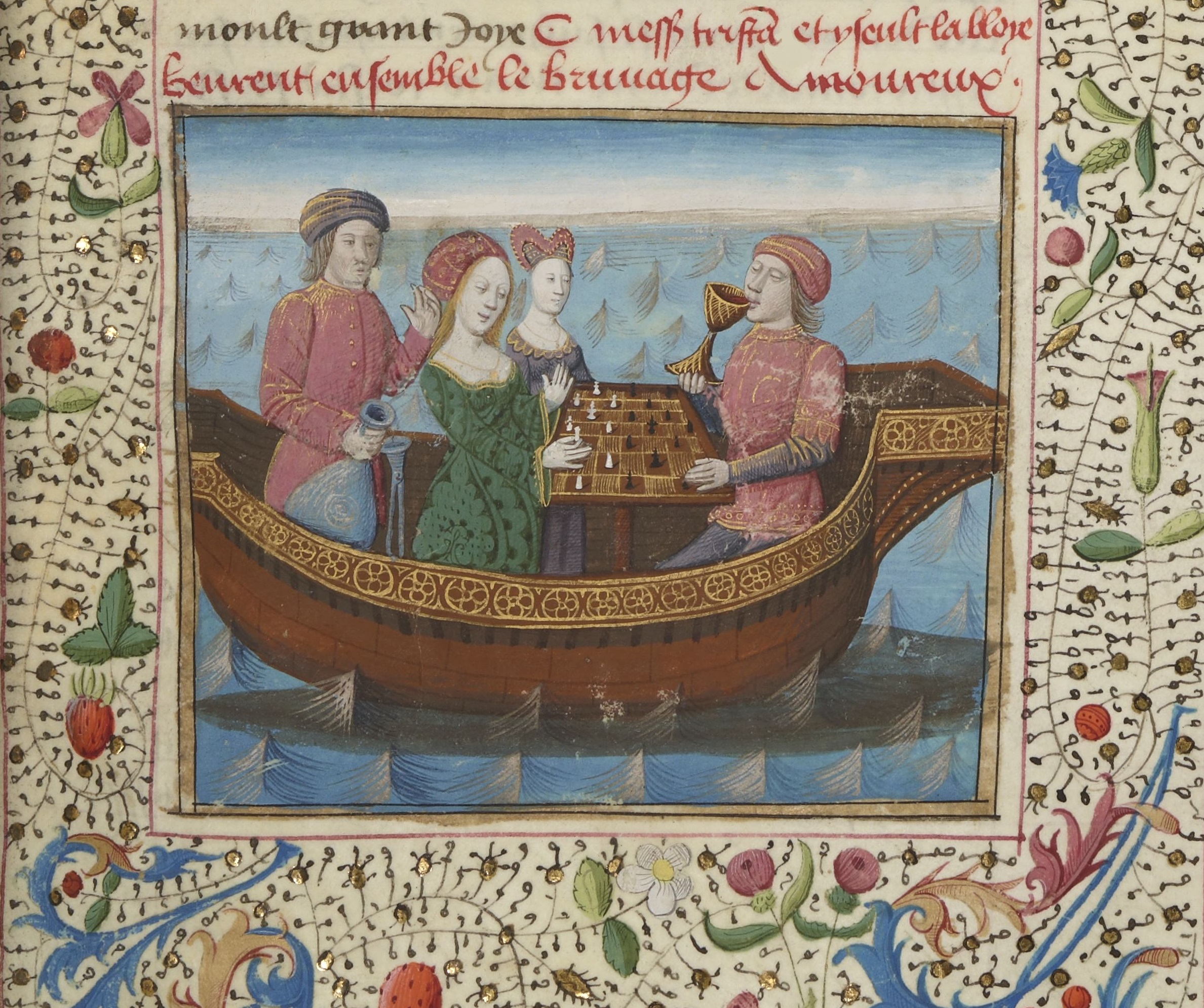
Tristan en Isolde drinken de liefdesdrank aan boord van een schip, terwijl ze een schaakspel spelen (ca. 1470).

Hoewel er geen versie van het Tristan en Isolde-verhaal is overgeleverd in het Middelnederlands, zijn er wel literaire verwijzingen naar te vinden in de Middelnederlandse literatuur, die een beeld geven van de bekendheid van het verhaal in de Lage Landen.
Hendrik van Veldeke verwijst naar de liefde tussen Tristan en 'zijn koningin' in een van zijn liefdesliederen (eind 12e eeuw). In deze liedtekst stelt hij dat Tristan tegen wil en dank, gedwongen door een 'poisoen', trouw moest blijven aan Isolde.
In de proloog van Floris ende Blancefloer (12e eeuw) worden Tristan en Isolde (evenals Paris en Helena) genoemd als voorbeelden van hoofse verhalen. De passage lijkt te verwijzen naar een mondelinge verteltraditie, omdat het verhalen zijn waarvan men 'heeft gehoord' en waarover veel 'wordt verteld'.
In het tragische liefdesverhaal De Borchgravinne van Vergi (14e eeuw) vergelijkt de burggravin, als zij zich verraden voelt door haar geliefde, hun liefde met die van 'Triestram' en 'Isauden'. Zij dacht dat haar geliefde haar meer trouw was dan Tristan Isolde, en stelt dat zij meer van hem hield dan Isolde van Tristan.
In Der minnen loep, een tractaat over de liefde door Dirc Potter (begin 15e eeuw), wordt in het tweede boek dat over de 'goede minne' handelt, naar een episode uit het Tristan en Isolde-verhaal verwezen. Het gaat om het moment dat Tristan en Isolde elkaar in het geheim ontmoeten, maar de spiegeling van koning Mark (die ze vanuit een boom wil bespieden) in het water zien. Deze literaire verwijzing dient als voorbeeld bij de bespreking van listen. Een list is toegestaan in de liefde, zeker als daardoor de eer bewaard en schande voorkomen kan worden.
Tot slot het Hattemse handschrift (15e eeuw), een handschrift met een verzameling artes-teksten. Dit bevat een recept voor een liefdesdrank, waarbij aan het eind de werkzaamheid ervan wordt benadrukt met een verwijzing naar 'triestamme ende ysauden van Irlant': 'geef het te drinken aan wie je wilt en drink het ook: nimmermeer kan de liefde eindigen tussen de twee die het drinken. Dit lijdt geen twijfel, want het geschiedde tussen Tristan en Isolde van Ierland'.

## Invloed in latere eeuwen

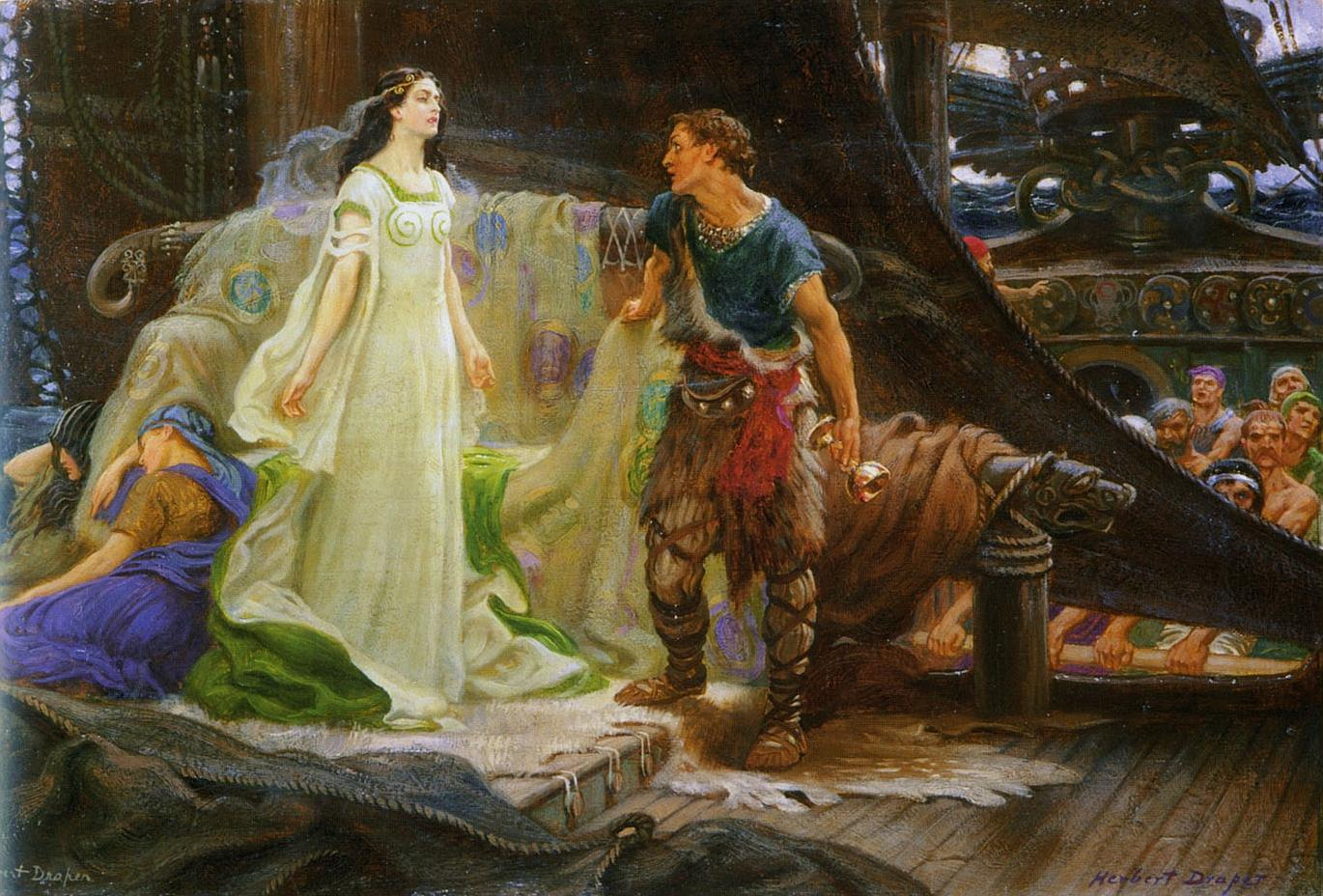
Tristan en Isolde getekend door Herbert James Draper.

Vele kunstenaars gebruikten de legende rond Tristan en Isolde als inspiratiebron. Richard Wagner baseerde zijn opera Tristan und Isolde (1865) op het verhaal.
Het werd opnieuw verteld in het Nederlands door: 
Arthur van Schendel (Tristan en Isolde, 1920), een vertaling uit het Frans door Marie Elise Loke (Joseph Bédier - De roman van Tristan en Isolde, 1964),  Ed Franck (Tristan en Isolde), Jacqueline Zirkzee, (Het boek van Tristan en Isolde) en Jaap ter Haar (Tristan en Isolde, 1967). 
John Updike gebruikte het thema voor zijn boek Brazil (1994), al wijkt zijn verhaal sterk af van het origineel.
In de figuratieve kunst werd het paar afgebeeld door schilders als Waterhouse, Leighton, Draper en vele anderen. In nazi-Duitsland werd een postzegel uitgebracht in een serie over Wagner-scènes, 1933, waarop te zien is hoe Isolde de gifbeker overhandigt en Tristan haar toedrinkt. Het verhaal werd meerdere malen verfilmd, zoals in L'Éternel Retour, (1902) en in de Amerikaanse productie Tristan & Isolde (2006).